# بزرگراه شهید سلیمانی
بزرگراه شهید قاسم سلیمانی (با نام‌های پیشین: خیابان۴۵متری سیدخندان، بزرگ‌راه داریوش و بزرگ‌راه رسالت) و با شماره بزرگراه ۲۴ یکی از بزرگراه‌های تهران است که جهت شرقی-غربی دارد. این بزرگراه که در شرق و مرکز تهران واقع شده، از تقاطع با آزادراه شوشتری و بزرگراه یاسینی آغاز شده و به تقاطع با بزرگراه‌های حکیم و کردستان منتهی می‌شود. طول بزرگ‌راه شهید سلیمانی نزدیک ۱۳ کیلومتر است.
این بزرگ‌راه در مسیر خود از محله‌های عباس‌آباد، نارمک، مجیدیه و تهرانپارس می‌گذرد. همچنین با بزرگراه‌های مدرس، حقانی، شهید صیاد شیرازی، امام علی، شهید باقری و خیابان شریعتی تقاطع دارد که به‌وسیله تقاطع‌های غیر‌هم‌سطح و پل‌هایی چون پل سیدخندان از آنها گذر می‌کند. این بزرگ‌راه خیابان سهروردی و خیابان شریعتی را نیز قطع کرده و در محدوده تونل رسالت به‌ پایان می‌رسد. یکی از خروجی‌های مصلی تهران در این بزرگ‌راه جای دارد. از دسته ویژگی‌های این بزرگ‌راه پایان‌یافتن آن به خیابان دماوند و جاده آبعلی است. همچنین دانشگاه خواجه نصیرالدین طوسی از این بزرگ‌راه منشعب می‌شود.

## نام
- از ابتدا و تا ۱۷ مرداد ۱۳۵۶ : خیابان۴۵ متری سیدخندان[۴][۱]

- از ۱۷ مرداد ۱۳۵۶ تا پیش از انقلاب ۱۳۵۷: بزرگراه داریوش
- پس از انقلاب ۱۳۵۷ تا ۱۵ دیِ ۱۳۹۸: بزرگراه رسالت[۵][۱]
- از ۱۵ دیِ ۱۳۹۸: بزرگراه «سپهبد شهید حاج قاسم سلیمانی» (تصویب شورای شهر تهران)[۶][۲]

## اولین پل عابر پیاده در تهران
اولین پل عابرپیاده فلزی در تهران، به روی این بزرگراه در ۳۱ فروردین ۱۳۵۷ به بهره‌برداری رسید.

## تقاطع‌ها
| از شرق به غرب                    | از شرق به غرب                                                  | از شرق به غرب |
| -------------------------------- | -------------------------------------------------------------- | ------------- |
|                                  | آزادراه شوشتری بزرگراه یاسینی                                  |               |
|                                  | خیابان دماوند                                                  |               |
|                                  | بلوار شاهد                                                     |               |
| ایستگاه متروی تهرانپارس          |                                                                |               |
| چهارراه تیرانداز                 | بلوار خوشوقت                                                   |               |
|                                  | خیابان رشید                                                    |               |
| دوربرگردان                       |                                                                |               |
|                                  | بزرگراه باقری                                                  |               |
| دوربرگردان                       |                                                                |               |
| ایستگاه متروی شهید باقری         |                                                                |               |
| دوربرگردان                       |                                                                |               |
| پایانه علم و صنعت                |                                                                |               |
| BRT 3 BRT 5 پایانه علم و صنعت    |                                                                |               |
| ایستگاه متروی دانشگاه علم و صنعت |                                                                |               |
| چهارراه دردشت                    | خیابان دردشت خیابان حیدرخانی                                   |               |
| ایستگاه متروی سرسبز              |                                                                |               |
| BRT 5 ایستگاه دکتر آیت           |                                                                |               |
| چهارراه سرسبز                    | خیابان آیت                                                     |               |
|                                  | میدان رسالت خیابان هنگام خیابان طرقی خیابان مدنی خیابان سمنگان |               |
| BRT 5 ایستگاه میدان رسالت        |                                                                |               |
|                                  | بزرگراه امام علی                                               |               |
| BRT 5 ایستگاه کرمان              |                                                                |               |
| چهارراه کرمان                    | خیابان کرمان                                                   |               |
| دوربرگردان                       |                                                                |               |
|                                  | خیابان اثنی عشری (شانزده متری دوم)                             |               |
| BRT 5 ایستگاه اثنی عشری          |                                                                |               |
|                                  | شانزده متری دوم                                                |               |
| BRT 5 ایستگاه استاد حسن بنا      |                                                                |               |
| چهارراه مجیدیه                   | خیابان استاد حسن بنا                                           |               |
|                                  | خیابان بنی‌هاشم خیابان خواجه عبدالله انصاری                     |               |
|                                  | بزرگراه صیاد شیرازی                                            |               |
| BRT 5 ایستگاه سید خندان          |                                                                |               |
| پل سیدخندان                      | خیابان شریعتی خیابان سهروردی                                   |               |
| BRT 5 ایستگاه بهشت مادران        |                                                                |               |
|                                  | بزرگراه حقانی                                                  |               |
|                                  | خیابان قنبر زاده                                               |               |
| BRT 5 ایستگاه مصلی               |                                                                |               |
| ایستگاه متروی مصلی               |                                                                |               |
|                                  | بزرگراه مدرس                                                   |               |
| میدان آفریقا                     | بلوار نلسون ماندلا                                             |               |
| تونل رسالت                       |                                                                |               |
|                                  | بزرگراه حکیم بزرگراه کردستان                                   |               |
| از غرب به شرق                    |                                                                |               |